# Bora (nome)
Bora è un nome proprio di persona turco maschile, un nome proprio di persona slavo maschile e un nome proprio di persona albanese femminile.

## Origine e diffusione
I maschili e il femminile sono tre nomi completamente differenti:
- il maschile turco deriva dall'omonima parola turca che significa "uragano"[1]; è quindi analogo per semantica al nome Corentin
- Il maschile slavo è un diminutivo di diversi nomi quali Boris e Borislav
- il femminile albanese deriva dal termine albanese borë, che vuol dire "neve"[2]; ha quindi significato analogo ai nomi Edurne e Nives

## Onomastico
Non esistono santi o sante che portano questo nome, che quindi è adespota. L'onomastico può essere festeggiato in occasione di Ognissanti, il 1º novembre.

## Persone

### Maschile
- Bora Ćosić, scrittore serbo
- Bora Đorđević, musicista e cantante serbo
- Bora Milutinović, allenatore di calcio e calciatore serbo
- Bora Zivkovic, calciatore danese

## Il nome nelle arti
- Bora è un personaggio della serie manga e anime Dragon Ball.